# HD 102928
HD 102928，又名BD-04 3152，SAO 138445、HR 4544，是一颗恒星，视星等为5.64，位于銀經276.47，銀緯54.41，其B1900.0坐标为赤經11h 45m 55.4s，赤緯-4° 54.41′ 38″。